# 柳树镇 (林口县)
柳树镇，是中华人民共和国黑龙江省牡丹江市林口县下辖的一个乡镇级行政单位。

## 行政区划
柳树镇下辖以下地区：
柞木村、双河村、戛库村、柳西村、柳新村、万寿村、复兴村、柳树村、榆树村、土甸子村、柳毛村、柳宝村、宝山村和三道村。